# Juan Gutiérrez (football)
Pour les articles homonymes, voir Juan Gutiérrez.
Juan Gutiérrez, né le 4 février 2002 à Atlántida, est un footballeur uruguayen  qui évolue au poste d'avant-centre au UD Almería.

## Biographie

### Carrière en club
Né à Atlántida, Juan Guitiérrez est arrivé au Danubio FC en 2015, où il s'illustre rapidement avec les catégories de jeunes.
Il fait ses débuts professionnels avec Danubio le 16 mai 2018 contre les Wanderers, devenant le plus jeune joueur de son club au XXIe siècle,.
Cadre dans les sélections de jeunes de l'Uruguay, il fait également ses débuts en Copa Libertadores en 2019.
Fort de 38 matchs dans l'élite uruguayenne à seulement 18 ans et malgré l'interruption du championnat en 2020 à cause du Covid, il est recruté par le club d'Almeria en Espagne pour une somme estimée à 3 millions d'euros pour la saison 2019-20,.
Avec le club de deuxième division, il figure plusieurs fois sur la feuille de match notamment à partir d'une rencontre, contre Lugo en septembre,. Ne jouant qu'en équipe reserve pour la première partie de saison, il est évoqué parmi les possibles départs en hiver, étant toutefois finalement retenu par le club andalous.

### Carrière en sélection
Juan Gutiérrez est international uruguayen avec les moins de 17 ans, participant notamment Championnat sud-américain en 2019.

## Style de jeu
Avant-centre à la stature modeste, il brille surtout par son dynamisme et sa vitesse. Dribleur régulier avec une bonne technique, ses qualités lui permettent d'avoir une forte polyvalence, que ce soit comme deuxième attaquant, ailier ou même milieu offensif,,.